# La deessa de la mar
La deessa de la mar és una escultura ceràmica que Joan Miró i Josep Llorens i Artigas elaboraren l'any 1966 i que el 28 de juliol de 1968, en commemoració del 75è aniversari de l'artista, fou dipositada en una gruta al fons del mar, davant de la localitat francesa de Juan-les-Pins. Es tracta d'una escultura de dos metres d'alçada, que representa un cos femení coronat amb l'evocació d'un bosc d'algues marines, una mena de peça votiva a la bellesa que hi ha al fons del mar.
La peça, es va dipositar entre 18 i 20 metres de profunditat segons les fonts, a l'entrada d'una gruta anomenada "La Catedral" o "La Cathédrale de la Fourmigue". L'operació d'instal·lació de l'obra va ser dirigida pel príncep Sdruddin Khan, oncle de l'Aga Khan IV, i va tenir lloc després de dos dies de celebracions en homenatge a l'artista a San Juan les Pins. En un principi, aquesta escultura havia de ser la primera obra d'un museu submarí endegat pel club marítim de la localitat francesa, però anys després fou traslladada al Museu Picasso d'Antíbol, on es conserva actualment.